# スーパーゼウス
スーパーゼウスは、ロッテの食玩『ビックリマン』および派生作品に登場する架空の人物。

## 概要
ビックリマンシリーズで最高の人気を誇った「悪魔VS天使シール」シリーズの看板キャラクターで、パッケージにも描かれている。第一弾ヘッドとして登場し、その後の各メディア展開でも常に登場、高い知名度を誇る。ビックリマン・天使VS悪魔シリーズそのものの象徴的な存在である。 
モデルはギリシャ神話に登場する天界の王にして神々の王ゼウス。名前の頭に付く「スーパー」は、当時勢いのあったスーパーマーケットから取られている。デザイン上のモデルは当時阪神タイガースの選手だったランディ・バース。

## キャラクター
- 天使とお守りの住む平和な世界、天聖界を治めるヘッド（一段上の力を持つキャラクター）であり全能の神。表層界を治めるべく聖神ナディアが生み出した超聖神の因子を受け継ぐ双子のゼウスの片割れで「光の次神子」。
- 幼い頃からシャーマンカーンに育てられ修行を積んだ天使最強のヘッドであり、悪魔に対しては無敵とされる。
- 実母は聖神ナディア、実父は超聖神。双子の兄弟であるブラックゼウスの他、母親違いの姉オリン姫がいる。
- 額の星マークがトレードマーク。手に持つ杖は大聖棒（ビッグ・セント・スティック）。腰に巻いた前垂フェザーで高速飛行可能。透視眼力「ゼウスアイ」を備え、魔性を打ち消すマント（アニメでの設定）を身に着けている。
- 強い力を持つため、物語の成立のためにアニメ作品では序盤に力を封じられたりする展開が多い。
- デザインは老年期であり、立派な白髪と髭を生やしているのがお馴染みの姿。過去の時期である第一次聖魔大戦などを描いた作品では若年期の姿も見せている。
- 女性とお金に弱いのが弱点。普段はかなりひょうきんな性格をしているが、ヘッドとしての威厳は高く締めるときは締めるので多くの天使から尊敬されている。

## 登場作品
全ての作品に登場。『スーパービックリマン』と『ビックリマン2000』は作品同士の繋がりが明確に描かれておらず、『愛の戦士ヘッドロココ』は別次元の内容となっている。

### ビックリマン
アニメ
天聖界のヘッド。超聖神と聖神ナディアの間に誕生し、シャーマンカーンによって指導者となるべく育てられた。お金と女の子に弱いのがたまに瑕だが、類まれなる指導力と戦闘力を持つ。その実力は若かりし頃から発揮されており、第一次聖魔対戦では始祖ジュラと悪魔軍を退け、初の天聖勲章受章者となった。年老いてからは若い天使を指導する立場にまわり、自身が前線に出ることは少なかったが、最強の悪魔と謳われた魔肖ネロにより天聖界が窮地に立たされた時には立ち上がり、その力をもって魔肖ネロを打ち滅ぼした。
漫画
主人公的存在としてアニメ以上に出番があり、次界を目指す天使たちのリーダー。戦闘でも活躍する。ヤマト王子とはケンカ友達のような関係でよく競い合っている。後半ではピア・マルコの育ての親となり、主役を交代した。
シール
第一弾のヘッドシールとして登場。後にイベント・景品用として様々な扮装のシールが発行された。

### 新ビックリマン
アニメ
老スーパーゼウス
様々な時を記録した聖ボックスの中から現れる。ピア・マルコらに次界の危機を知らせたり、ヤマトウォーリアに開けてはならないボックスのことを伝えたり、サンマルコに試練を与えたりと、様々な局面で「道」を指し示す。
若き日のスーパーゼウス
時を管理するエリア「オパザード」での過去旅行中に登場。始祖ジュラと戦う若き日の姿だが、聖宝石オパジュエルの影響で勇気を失ってしまう。
通常の姿
「ビックリ学園編」では学校長として登場。鷹揚に生徒を見守る。別段活躍はしない。
最終回では天聖界が久々に登場。世界の危機をシャーマンカーンと共に憂いていた。天魔界の移動の影響で天聖界も次界に近づいたことから、ブラックゼウスの攻撃からコッキーを守るという前線復帰を見せた。

### 愛の戦士ヘッドロココ
初代『ビックリマン』の内容を基にした少女漫画のみのストーリー。天聖界の長として天使全体を統率する王。
劇中では冒頭と終盤のみの登場する。冒頭ではややスケベらしさとギャグを見せるが、終盤では人のいい（むしろ天然系の）威厳のある王様として描かれている。大天使ヘッドロココの祖父でアンジェリックという息子がいる。
なお、ここでは実の兄弟であるオリン姫とブラックゼウス、実父と実母の超聖神と聖神ナディアは登場しない。

### スーパービックリマン
アニメ
物語の10年前に天聖界での激戦に敗れ去り、スーパーデビルに吸収された。実はザイクロイド・アノドを封印する役割を担う伝説の戦士の1人である。フェニックスたちの活躍でデビルとの分離に成功してからは、デビルを説得して共にアノドと戦った。戦いの終盤、アノドに取り込まれたティキを救うべく身を挺して特攻し、次代を若者たちに託した。従来のスーパーゼウスとは異なり、本作ではシリアス一辺倒である。武器はZスティック。
シール
1弾にサイバーアップした姿を見せる。7弾ではデビルゼウスの胴体部に収納された姿で登場。

### ビックリマン2000
アニメ
Z化した「スーパーゼウスZ」として登場。ポーチのバッグ、クリア受神の携帯電話などに宿りタケルたちに同行する。デビル打倒後には聖魔和合を纏めるスーパーヘッドとして君臨した。
シール
1弾に登場。次世代ワールドホビーフェアおよび中部地区で先行発売されたものはホロ仕様（黒か白）になっている。関東、西日本、北海道、東北販売分においては素材がホロプリズムに変更された。白ホロ版は後に発売されたビックリマンビッグパックおよびアイスの詰め合わせにも封入されていた。

### 祝!ビックリマン
『ビックリマン』の過去世界「ひかり伝」シールを基にしたアニメ作品。
アニメ
亀に魂を憑依させた状態で登場。言葉が話せないので周囲と意思疎通できない。肉体ごと時空を遡った若神子たちが記憶を失ったのに対し、魂だけで「まとば世界」にやってきたので記憶を保持している。
十字架天使がディアナから貰ったマシロシールのストックは、背中の甲羅の中に収納してある。亀が気絶すると腹部の「金」マークから本来の姿の映像が登場し、若神子たちにアドバイスを与えることができる。亀が起きると映像は消えてしまう。
最終決戦にて、実体化したスーパーデビルに亀のまま抵抗を続け、デビルの肉体からエネルギーを吸収して復活。スーパーデビルを圧倒するが、理力を使い果たし再び魂だけと化してしまう。そして超聖神ディアナとクロノズーに対し2人の力を合わせるよう進言し、スーパーデビルを道連れに未来へ帰っていった。
最終回では若神子たちや十字架天使と違い、彼とヘッドロココにだけはまとばでの記憶が残っており、心に残ったゲンキたちとの絆がヤマト王子たちを支えていくであろうことを確信する。

## 声優
- 八奈見乗児 - 『ビックリマン』、『新ビックリマン』、『祝!(ハピ☆ラキ)ビックリマン』
- 石森達幸 - 『スーパービックリマン』
- トニーヒロタ - 『ビックリマン2000』
- 麦人 - 『ビックリメン』